# Eleccions legislatives islandeses de 1987
Les eleccions legislatives islandeses de 1987 es van dur a terme el 25 d'abril d'aquest any per a escollir als membres de l'Alþingi. La participació fou del 90,1% dels vots. El més votat fou el Partit de la Independència del primer ministre d'Islàndia Þorsteinn Pálsson, però no va obtenir majoria suficient, de manera que formà mi govern de coalició amb progressistes i socialdemòcrates. Pel setembre de 1988 es formà un nou govern dirigit pel progressista Steingrímur Hermannsson al que se sumà el Partit de Ciutadans.

## Resultats
| Partits                 | Partits                                      | Vots    | %     | Escons per cambra | Escons per cambra | Escons per cambra | Escons per cambra |
| Partits                 | Partits                                      | Vots    | %     | Baixa             | +/−               | Alta              | +/−               |
| ----------------------- | -------------------------------------------- | ------- | ----- | ----------------- | ----------------- | ----------------- | ----------------- |
|                         | Partit de la Independència (D)               | 41.490  | 27,17 | 12 / 42           | 3                 | 6 / 21            | 2                 |
|                         | Partit Progressista (B)                      | 28.902  | 18,92 | 8 / 42            | 2                 | 5 / 21            | 1                 |
|                         | Partit Socialdemòcrata (A)                   | 23.265  | 15,23 | 7 / 42            | 3                 | 3 / 21            | 1                 |
|                         | Aliança Popular (G)                          | 20.387  | 13,35 | 5 / 42            | 2                 | 3 / 21            | =                 |
|                         | Partit dels Ciutadans (S)                    | 16.588  | 10,86 | 5 / 42            | Nou               | 2 / 21            | Nou               |
|                         | Llista de les Dones (V)                      | 15.470  | 10,13 | 4 / 42            | 2                 | 2 / 21            | 1                 |
|                         | Partit Humanista (M)                         | 2.434   | 1,59  | 0 / 42            | Nou               | 0 / 21            | Nou               |
|                         | Partit Nacional (Þ)                          | 2.047   | 1,34  | 0 / 42            | Nou               | 0 / 21            | Nou               |
|                         | Associació per la Justícia i la Igualtat (J) | 1.893   | 1,24  | 1 / 42            | Nou               | 0 / 21            | Nou               |
|                         | Aliança de Socialdemòcrates (C)              | 246     | 0,16  | 0 / 42            | 2                 | 0 / 21            | 2                 |
|                         |                                              |         |       |                   |                   |                   |                   |
| Vots vàlids             | Vots vàlids                                  | 152.722 | 98,89 |                   |                   |                   |                   |
| Vots blancs i nuls      | Vots blancs i nuls                           | 1.716   | 1,11  |                   |                   |                   |                   |
| Total                   | Total                                        | 154.438 | 100   | 42                | 2                 | 21                | 1                 |
| Abstenció               | Abstenció                                    | 16.964  | 9,90  |                   |                   |                   |                   |
| Inscrits / participació | Inscrits / participació                      | 171.402 | 90,10 |                   |                   |                   |                   |